# NGC 7737
NGC 7737 is een spiraalvormig sterrenstelsel in het sterrenbeeld Pegasus. Het hemelobject werd op 3 oktober 1886 ontdekt door de Franse astronoom Guillaume Bigourdan.

## Synoniemen
- UGC 12745
- MCG 4-55-48
- ZWG 476.118
- PGC 72182